# Staňkovice (Litoměřicei járás)
Staňkovice település Csehországban, a Litoměřicei járásban. Staňkovice Třebušín, Žitenice, Chudoslavice és Malečov településekkel határos. Lakosainak száma 33 fő (2024. január 1.).

## Népesség
A település lakosságának változását az alábbi diagram mutatja:
| Lakosok száma | 234  | 220  | 196  | 115  | 56   | 32   | 43   | 38   | 32   | 33   |
|               | 1869 | 1890 | 1921 | 1950 | 1980 | 2001 | 2017 | 2019 | 2022 | 2024 |